# Agrone d'Illiria
Agrone (in greco antico: Ἄγρων; ... – 231 a.C. circa) fu re d'Illiria nel III secolo a.C.

## Biografia
Agrone era il figlio di Pleurato II, il re degli Ardiei (che vissero tra l'odierna Albania settentrionale e il Montenegro). Egli sconfisse nel 231 a.C. gli Etoli che assediavano la località di Medione nell'Acarnania e che avevano occupato Ambracia, la città che un tempo era stata la capitale del regno di Pirro. Sotto di lui il regno d'Illiria raggiunse la massima estensione e potenza. Dopo essere morto di pleurite, gli succedette la seconda moglie Teuta, dato che il figlio avuto dalla prima moglie Triteuta, Pinne, era ancora un bambino.
Il re Agrone aveva tendenze militari e, secondo il racconto di Strabone, nessuno dei suoi predecessori aveva reso tanto potente il paese dal punto di vista bellico. Forse Agrone era preoccupato dalla crescita di una nuova potenza, quella di Roma, che era in continua espansione e che rappresentava un pericolo per l'Illiria; dopo la morte di Agrone salì al trono la regina Teuta, e si dice che non fosse molto gradita ai Romani, che la chiamavano “la regina isterica”. 
In suo onore, oggi il nome Agron è molto usato nell'Albania odierna.